# 江门体育场
江门体育场是一個位中國廣東省江门市的多用途體育場，是1991年國際足協女子世界盃比賽場地之一，能夠容納13,000名觀眾。